# Gyge angularis
Gyge angularis är en kräftdjursart som beskrevs av Page 1985. Gyge angularis ingår i släktet Gyge och familjen Bopyridae.
Artens utbredningsområde är havet kring Nya Zeeland. Inga underarter finns listade i Catalogue of Life.